# Øster Tørslev
Øster Tørslev Østjylland egyik városa, Midtjylland régióban, Randers községben. Lakossága 2017-ben 865 fő volt. A város 4 km távolságra fekszik, keleti irányban Gjerlevtől, 18 km-re fekszik délre Hadsundtól és 18 kilométernyire fekszik északkeletre Randerstől. 
Az Øster Tørslevi egyházközség önálló templommal rendelkezik.
A helyi általános iskola 0-9. osztályos korig látja el az oktatási feladatokat, ahová 407 diák jár. A Solstrålen bölcsőde egy integrált intézmény, ahol mind a bölcsődei, mind pedig az óvodai oktatást ellátják.
A helyi tornacsarnok ad helyet többek közt az IF Fjorden csapatának is, illetve más sportegyesületeknek. A létesítményben lehetőség van kézilabda, labdarúgás, tollaslabda, teremfoci, fitnesz, torna, tenisz és egyéb sportok űzésére.
Az Åbakken nyugdíjas otthonban 40 főről gondoskodik, ebből 10 főt időskori demenciával kezelnek.
A településen található egy Spar üzlet. Az Udbyhøj és Randers között közlekedő buszjáratok megállnak a településen.
A Randers-Hadsund vasútvonal 1883 és 1969 között üzemelt.
Az 1970-es közigazgatási reform eredményeképpen a település Norhald község részévé vált, majd a 2007-es közigazgatási reform során átkerült Randers községhez.

## Fordítás
Ez a szócikk részben vagy egészben  a(z)   Øster Tørslev című dán Wikipédia-szócikk ezen változatának fordításán alapul.  Az eredeti cikk szerkesztőit annak laptörténete sorolja fel. Ez a jelzés csupán a megfogalmazás eredetét és a szerzői jogokat jelzi, nem szolgál a cikkben szereplő információk forrásmegjelöléseként.